# Liste des localités de l'oblast de Léningrad
L'oblast de Léningrad comprend les localités suivantes:
- 69 localités urbaines dont :
  - 33 villes,
  - 36 communes urbaines ;
- 2882 localités rurales.

Dans la liste ci-dessous, les localités sont réparties (en termes de structure administrative-territoriale ) dans 1 ville de subordination régionale et 17 raïons.
Les établissements ruraux peuvent avoir le statut de village (selo), de hameau (derevnia), de possiolok, etc.
La population des localités rurales est donnée selon le recensement de 2010 de la Russie, les localités urbaines (villes et communes urbaines) selon le recensement de 2021. Certains établissements ruraux ont leur population en 2021 indiqués, seulement s'ils dépassent les 3000 habitants.
Le centre administratif de l'oblast est la ville de Gatchina depuis 2021.

## Okroug urbain

### Sosnovy Bor
| Non. | Localité    | Statut | Population |
| ---- | ----------- | ------ | ---------- |
| 1    | Sosnovy Bor | ville  | 67 720     |

## Raïons

### Raïon de Podporojié
| №  | Nom                | Statut                        | Population |
| -- | ------------------ | ----------------------------- | ---------- |
| 1  | Averkievskaïa      | hameau                        | 16         |
| 2  | Alekseïevskaïa     | hameau                        | 5          |
| 3  | Bakharevo          | hameau                        | 22         |
| 4  | Bogdanovo          | hameau                        | 0          |
| 5  | Vajiny             | commune urbaine               | 2483       |
| 6  | Vassilievskaïa     | hameau                        | 10         |
| 7  | Veliki Dvor        | hameau                        | 22         |
| 8  | Verkhnié Mandrogui | hameau                        | 2200       |
| 9  | Vinnitsy           | village                       | 2250       |
| 10 | Voznessenié        | commune urbaine               | 2217       |
| 11 | Volnavolok         | hameau                        | 2          |
| 12 | Volodarskaïa       | hameau                        | 63         |
| 13 | Gimreka            | hameau                        | 4          |
| 14 | Gomorovitch        | hameau                        | 29         |
| 15 | Gribanovskaïa      | hameau                        | 1          |
| 16 | Grichino           | hameau                        | 20         |
| 17 | Ieremeïevskaïa     | hameau                        | 8          |
| 18 | Zaozerié           | hameau                        | 14         |
| 19 | Zaïatskaïa         | hameau                        | 11         |
| 20 | Zinovy Navolok     | hameau                        | 83         |
| 21 | Ignatovskoïe       | possiolok                     | 3          |
| 22 | Ilinskaïa          | hameau                        | 58         |
| 23 | Kazytchenskaïa     | hameau                        | 77         |
| 24 | Karmanovskaïa      | hameau                        | 30         |
| 25 | Kezoroutcheï       | hameau                        | 199        |
| 26 | Kiprochino         | hameau                        | 1          |
| 27 | Konets             | hameau                        | 206        |
| 28 | Krasny Bor         | hameau                        | 94         |
| 29 | Kouzra             | possiolok                     | 2          |
| 30 | Kouzminskaïa       | hameau                        | 46         |
| 31 | Koupetskoïe        | hameau                        | 285        |
| 32 | Kourba             | possiolok                     | 118        |
| 33 | Kourpovo           | hameau                        | 8          |
| 34 | Lavrovo            | hameau                        | 5          |
| 35 | Lachkovo           | hameau                        | 223        |
| 36 | Loukinskaïa        | hameau                        | 7          |
| 37 | Makarievskaïa      | hameau                        | 12         |
| 38 | Martemianovskaïa   | hameau                        | 1          |
| 39 | Matrionovchtchina  | hameau                        | 55         |
| 40 | Minitskaïa         | hameau                        | 2          |
| 41 | Miatoussovo        | hameau                        | 10         |
| 42 | Nekrassovo         | hameau                        | 2735       |
| 43 | Nikolski           | commune urbaine               | 2505       |
| 44 | Nikoulinskaïa      | hameau                        | 35         |
| 45 | Norguino           | hameau                        | 4          |
| 46 | Ojegovskaïa        | hameau                        | 12         |
| 47 | Pioldouchi         | hameau                        | 3          |
| 48 | Pertozero          | hameau                        | 27         |
| 49 | Pidma              | hameau                        | 13         |
| 50 | Plotitchni         | hameau                        | 30         |
| 51 | Podporojié         | ville                         | 16 123     |
| 52 | Possad             | hameau                        | 48         |
| 53 | Rodionovo          | hameau                        | 5          |
| 54 | Savinskaïa         | hameau                        | 50         |
| 55 | Svir               | possiolok de gare ferroviaire | 39         |
| 56 | Sobolevchtchina    | hameau                        | 3          |
| 57 | Soguinitsy         | hameau                        | 5          |
| 58 | Sredniaïa          | hameau                        | 46         |
| 59 | Tokari             | possiolok                     | 7          |
| 60 | Toumazy            | hameau                        | 28         |
| 61 | Oulino             | hameau                        | 34         |
| 62 | Ouslanka           | hameau                        | 9          |
| 63 | Fiodorovskaïa      | hameau                        | 8          |
| 64 | Fenkovo            | hameau                        | 36         |
| 65 | Khevronino         | hameau                        | 9          |
| 66 | Kholodny Routcheï  | hameau                        | 0          |
| 67 | Tchourroutcheï     | hameau                        | 116        |
| 68 | Chemenitchi        | village                       | 46         |
| 69 | Chondovitchi       | hameau                        | 46         |
| 70 | Chtcheleïki        | hameau                        | 20         |
| 71 | Iandeba            | hameau                        | 180        |
| 72 | Iaroslavitchi      | hameau                        | 187        |